# Исчезновение Егора Нисевича
Егор Дмитриевич Нисевич (16 февраля 1998 года — пропал 11 марта 1998 года) — ребёнок из Москвы, который пропал без вести (предположительно был похищен) всего через 23 дня после своего рождения. Несмотря на активные поиски милиции и Интерпола, а также помощи волонтёров и телевизионщиков, ребёнок так и не был найден.
Исчезновение Нисевича привлекло внимание общественности во многом из-за того, что всего через два дня после его пропажи его мать Ирина без каких-либо объяснений покончила с собой, выбросившись из окна.

## Исчезновение
Егор Дмитриевич Нисевич родился 16 февраля 1998 года в Москве в семье Дмитрия Нисевича и Ирины Коробко. Мать работала мультипликатором и имела дочь от предыдущего брака, которая жила в Израиле с родителями Ирины. 
11 марта того же года Ирина пришла в московскую женскую консультацию №15, чтобы вручить букет белых ромашек своему врачу в знак благодарности. С её собственных слов, она взяла с собой Егора и оставила коляску с ним на улице, у входа в здание. Причины такого поступка она объяснила тем, что в Москве тогда была эпидемия гриппа, и Ирина опасалась, что Егор подхватит инфекцию. Осталось неизвестным, зачем Ирина вообще взяла с собой Егора — в тот день шёл снег, и её свёкор Ефим Нисевич позвонил Ирине и предлагал свою помощь, но Ирина сказала, что помощь ей не нужна. Примерно через пять минут она вернулась, но ребёнка в коляске уже не было. Была вызвана милиция, которая незамедлительно начала поиски малыша.
По следу мальчика пустили собак, но в тот день была пасмурная погода, и поиски не дали результатов. Милиционеры обыскали все близлежащие заброшенные чердаки, подвалы и склады, но никого не нашли. В тот же день было возбуждено уголовное дело по статье «Похищение человека», был создан специальный штаб по поиску Егора. Основной версией считался киднеппинг. На протяжении всего следствия в штабе круглые сутки ждали звонка с требованием выкупа, но его так и не поступило. В поисках ребёнка была задействована почти вся московская милиция, фото Егора было показано по телевизору и в газетах. 
13 марта к Нисевичам на дом должна была прийти съёмочная группа для того, чтобы Ирина записала видеообращение к похитителю, но перед их приходом Ирина, воспользовавшись тем, что Дмитрий задремал, покончила с собой, выпрыгнув из окна своей квартиры на восьмом этаже. Она была кремирована и похоронена в Израиле.

### Версии
Следствие проверило на причастность к похищению очень много людей.
- В похищении подозревали цыган, следователи даже связались с главой цыганской диаспоры.
- Отрабатывалась версия о похищении Егора бомжами.
- Ребёнка могли украсть бездетные люди или люди, которые недавно пережили потерю своего ребёнка.
- Существовала версия о возможной инсценировке похищения; следствие предполагало, что Ирина Нисевич или её родственники могли случайно убить ребёнка.

## В массовой культуре
- Делу Нисевича был посвящён один из выпусков программы «Независимое расследование» (НТВ, 2000 год).